# Левицький Йосип Петрович
о. Йосип (Йосиф) Петрович Левицький (1810 — 16 лютого 1863, Заболотів) — український (руський) греко-католицький священник, поет, письменник і музикант, громадсько-політичний діяч. Один із засновників «Галицько-руської матиці». Закінчив Львівську духовну семінарію, висвячений 1836 року. Парох Заболотова.
Посол Галицького сейму 1-го скликання (обраний 1861 року в окрузі Снятин — Заболотів від IV курії, входив до «Руського клубу»; по його смерти 1863 року був обраний Григорій Запаренюк). Автор статей на теми музичного мистецтва, краєзнавства, вирощування тютюну. Брав участь у підготованій «Руською трійцею» збірці «Син Руси» (1835 року).